# 國際精神分析學會
国际精神分析学会（英語：International Psychoanalytical Association，简称IPA）是由精神分析学创始人西格蒙德·弗洛伊德于1910年3月在萨德·费伦齐、欧内斯特·琼斯、卡尔·荣格等精神分析学家的提议推动下设立的国际性组织。该学会由72个组织构成，拥有12000多名正式会员。

## 历史
在1902年，弗洛伊德与其同事约定每周星期三探讨工作，便成立了周三心理学会。到了1908年成员已经有14人了，周三心理学会改称维也纳精神分析学会，除了成员外，还有一些客人是后来精神分析的重要人物，包括Max Eitingon、卡尔·荣格、卡尔·亚伯拉罕以及欧内斯特·琼斯，他们后来都成为了IPA的主席。
在1907年，欧内斯特·琼斯向荣格建议应该安排一次有关精神分析的国际会议，该提议使得欧内斯特·琼斯成为提出并促成IPA 成立的第一人。弗洛伊德对这个提议表示欢迎，并选定1908年4月27日在萨尔茨堡召开会议。关于会议的名称，欧内斯特·琼斯希望名称为“国际精神分析大会”，但荣格决定将会名称为“第一届弗洛伊德心理学大会”。此时IPA尚未成，尽管如此该次会议仍被认为是IPA的第一届会议。
等到1910年3月的第二次会议在德国纽伦堡举行，国际精神分析学会才正式成立，并将第一任主席定为卡尔·荣格，奥托·兰克担任秘书。后来在1911年6月，阿德勒与弗洛伊德决裂，他与拥护他的心理学理念的追随者一起辞去了维也纳精神分析学会的职务，创立了与弗洛伊德精神分析相反的心理学体系，便是后来闻名于世的个体心理学。
IPA如今已是精神分析行业的主要认证和监管机构。